# Who Can It Be Now?
"Who Can It Be Now?" é uma canção gravada pela banda australiana Men at Work. Foi lançada como um single na Austrália em Junho de 1981, antes da gravação do seu primeiro álbum álbum Business as Usual em 1981, em que a faixa foi incluída mais tarde.
"Who Can It Be Now?" atingiu o número dois nas paradas australianas de singles' em Agosto daquele ano e alcançou, também, o número 45 na Nova Zelândia. Lançado no Canadá no início de 1982, a faixa alcançou o número oito no final de Julho. Isto estimulou um lançamento americano da canção e do álbum, e passado um ano, alcançou a posição número um nos Estados Unidos em Outubro de 1982. "Who Can It Be Now?" também alcançou um modesto sucesso no Reino Unido, atingindo o número 45. Como o single foi um dos maiores sucessos do Men at Work, ela foi destaque em seus álbuns de compilação posteriores, e uma versão ao vivo pode ser encontrada no álbum Brazil. A música continua a ser um símbolo popular da música new wave e foi destaque em diversas compilações em 1980. A banda tocou tanto essa canção quanto "Down Under" ao vivo no Saturday Night Live no dia 23 de Outubro de 1982.

## Conteúdo
"Who Can It Be Now?" foi inspirado na perseguição que Colin Hay sofria por parte de cobradores de dívidas antes de fazer sucesso. A letra apresenta a narrativa de um homem recluso e paranóico que ouve alguém bater à sua porta e apenas quer ficar sozinho. A presença de um "amigo de infância" é mencionada, e as letras ponte dão a impressão de que o narrador teme ser levado mais uma vez para um hospital psiquiátrico. Musicalmente, a canção apresenta trechos de saxofone tocados por Greg Ham. Seus vocais de coro, que compõem o título da música, apresentam uma melodia que ecoa através do saxofone. O segundo coro empurra as letras ansiosas ainda mais e torna-se nivelado com a harmonia vocal.

## Posições nas paradas
| Paradas (1981–83)                | Posição |
| -------------------------------- | ------- |
| Australia (Kent Music Report)    | 2       |
| Israel                           | 1       |
| Italy (FIMI)                     | 10      |
| South Africa (Springbok Radio)   | 5       |
| US Billboard Hot 100             | 1       |
| US Billboard Hot Dance Club Play | 33      |
| US Billboard Top Tracks          | 46      |
| US Cash Box                      | 1       |